# エルネスト・レイエル
ルイ・エティエンヌ・エルネスト・レイエル（フランス語: Louis Étienne Ernest Reyer、1823年12月1日 -1909年1月15日）は、フランスのオペラ作曲家、音楽評論家。エルネスト・レイエールとも表記される。生れた時の本名はLouis Étienne Ernest Rey、ルイ・エティエンヌ・エルネスト・レであった。

## 生涯

### 初期キャリア
レイエルはマルセイユに生まれた。公証人であった父は、息子が音楽の道へ進むことを望んでいなかったが、積極的に息子の意志を妨害しようとはせず、彼が6歳から16歳の間には音楽院の授業に出席させていた。16歳になった1839年、当時フランス領であったアルジェリアの財務省で経理部長として働く義理の兄弟の下で働くべく、レイエルはアフリカへと赴いた。この仕事は無頓着でだらしのないレイエルには不向きな仕事だった。事務書類からは、彼が数多くの若書きの随筆や小説、また自作の舞曲を書いていたことが明らかである。彼の初期音楽作品は地元で悪名を馳せ、アルジェリアの出版社からは前向きな評価を得ていた。中でもミサ曲は1847年にオマール公の到着に合わせて大聖堂で演奏されている。
レイエルは1848年のうちに帰国してパリへ向かった。この頃、彼はギュスターヴ・フローベールやテオフィル・ゴーティエなど、著名な芸術家に紹介されている。南フランスとプロヴァンスの魅力は尽きず、その地へ戻った彼は地元の人々と交流し、パイプを燻らせながらドミノに興じた。彼はパイプが一番の霊感の源であったと語っている。
おばのルイーズ・ファランクはパリ音楽院でピアノ科の教授を務め、自身も優れた作曲家であった。彼女がレイエルに早期の音楽教育を施した。1850年、彼はゴーティエのテクストを用い、『花束』（Le Sélam）と題した独唱者と合唱のための交響的頌歌を作曲した。4年後の1854年にはジョゼフ・メリのリブレットを基に、1幕のオペラ『ヴォルフラム親方』（Maître Wolfram）を作曲した。オペラ＝コミック座でこの作品を聴いたベルリオーズはレイエルの才能を認め、次のように述べている。「（レイエルの作品は）いくぶん気取って、いくぶん荒廃したパリの芸術の方法とは全く異なっている（中略）彼の旋律は自然だ（中略）そこには心と想像力がある。」

### 名声の高まり
次第にレイエルの名声は高まっていった。1857年、評論家のシャルル・モンスレはこう書いている。「この者は書き物をする音楽家か、それとも作曲をする物書きか?私にはわからないが、私はこの勇ましい少年が歌と執筆に道を拓かんことを願う。」しかし、いまだ誰もがレイエルを賞賛するという状況ではなく、評論家の中には彼のオーケストレーションが天才といえるレベルに到達していないと指摘していた者もいる。
翌年、彼はバレエ『サクンタラー』（Sacountalâ）を作曲した。内容はカーリダーサの『シャクンタラー』に基づいており、筋書きはやはりゴーティエが著したものだった。このバレエは1860年まで24回の公演を重ねた。
1861年、レイエルは3幕6場からなるオペラ・コミック『偶像』を作曲した。筋書きは『千夜一夜物語』に着想を得ており、リブレットはミシェル・カレとジュール・バルビエが手掛けた。初演は1861年4月11日にパリのリリック座で行われた。2年も経たぬうちに公演回数は60回を数え、同時期の注目作となった。
レイエルの作品はついに1862年に広く認められるようになり、彼はレジオンドヌール勲章のシェヴァリエに叙された。同年には2幕のオペラ『エロストラート』（Érostrate）を作曲する。この作品はヨーロッパの名家の後援を得て1862年8月にバーデン＝バーデンで上演され、これにより彼はプロイセン女王から直々に赤鷲勲章を授与されるという栄誉に与った。

### 衰退と晩年

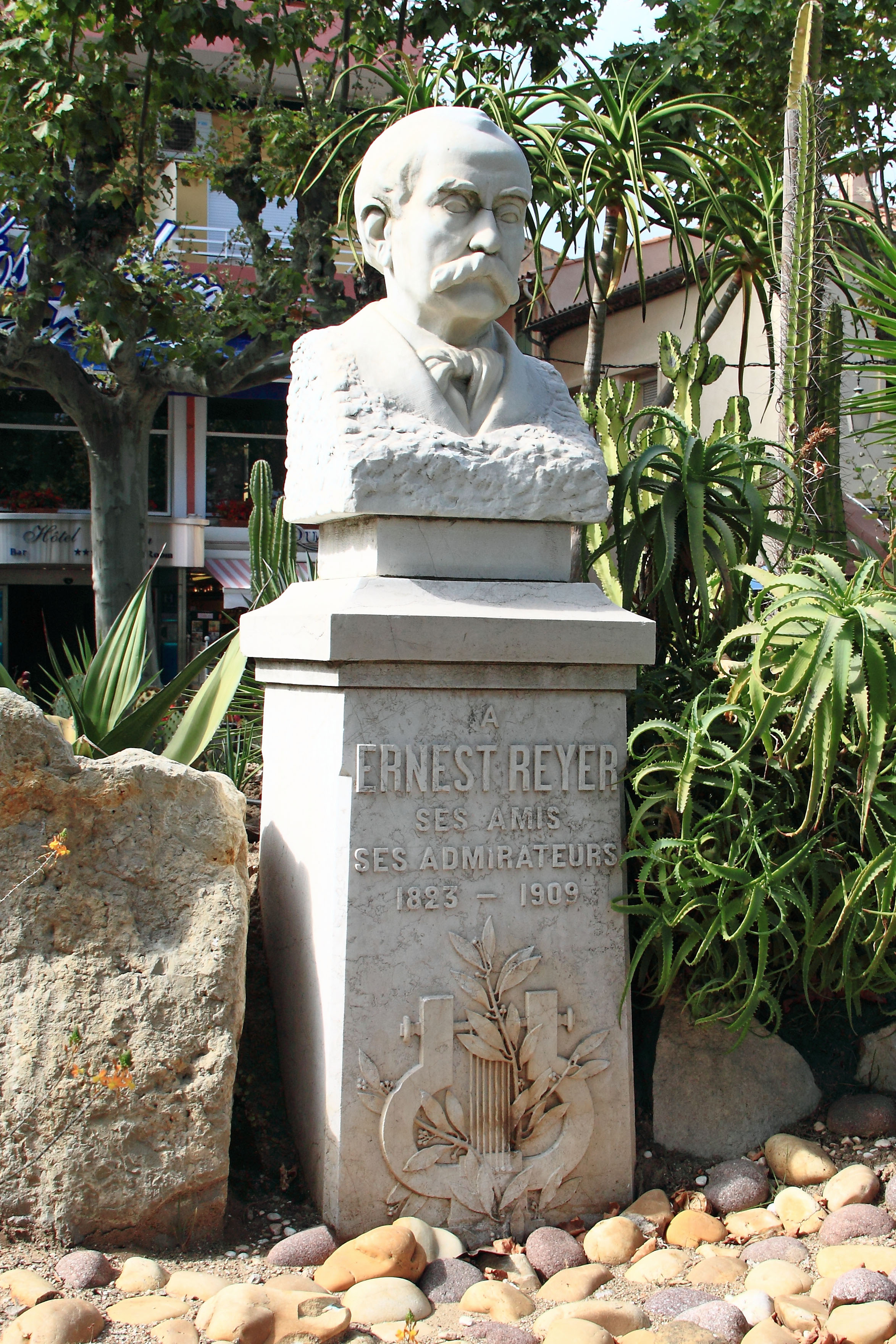
死没地ル・ラヴァンドゥーにあるレイエルの胸像。

しかしながら、彼の名声は少しずつ翳っていった。上述の『エロストラート』はパリで完全な失敗となり、上演回数はわずか3回に終わった。これによりパリのオペラ座での上演の可能性も潰えてしまった。
レイエルの5作のオペラのうち、最もよく知られるのは『シギュール』（1884年）である。この作品は最初の公演時、フランス国内で大変な人気を博し、稀ではあるが今日でも再演の機会にも恵まれている。この作品はスカンディナヴィアのエッダの伝説である『ヴォルスンガ・サガ』に基づくもので、リヒャルト・ワーグナーが『ニーベルングの指環』のリブレットの下敷きとしたのと同じ題材を用いている。レイエルはワーグナーを賛美してはいたものの、音楽の構築においては教えを請うたベルリオーズを範としている。『シギュール』を聴けば、同様に音楽的英雄像が染み渡った『トロイアの人々』や『ベンヴェヌート・チェッリーニ』が避けがたく思い起こされる。
レイエルの最後のオペラはフローベールの同名の小説に基づく『サランボー』（1890年）である。この作品は1892年の5月から12月にかけて46回公演された。作品自体は数年前に書き上がっていたが、当初『シギュール』の際と同様に運営側からの抵抗にあっていた。初演はブリュッセルのモネ劇場（1890年）と、ルーアンの芸術劇場で行われた。
オペラの興行収入では暮らしていくことが出来なくなったレイエルは、ベルリオーズの後任として『デバ紙』の音楽評論家に就いた。また、音楽アカデミーの司書としても勤務した。
レイエルは南フランス、マルセイユから東へ80キロメートルの地点に位置するル・ラヴァンドゥーに没した。

## 主要作品
- 『Chœur des buveurs et chœurs des assiégés』 1848年頃
- 『花束』（Le sélam） 1850年
- 『ヴォルフラム親方』（Maître Wolfram） 1幕のオペラ・コミック 1854年
- 『サクンタラー』（Sacountalâ） バレエ 1858年
- 『Chant des paysans』 （V. Séjourの『Les Volontaires de 1814』より） 1861年
- 『偶像（英語版）』, 1861年
- 『エロストラート』（Érostrate） 1862年
- 『L'hymne du Rhin』 メリのテクスト、1865年
- 『La Madeleine au désert』 エドゥアール・ブロー（フランス語版）の詩、1874年
- 『Marche tzigane』
- 『Recueil de mélodies et de fragments d'opéras』
- 『シギュール（英語版）』 1884年
- 『サランボー（英語版）』 1890年
- 『悲しみ』（Tristesse） エドゥアール・ブローの詩、1884年
- 『L'homme』 G. Boyerの詩、1892年
- 『3つのソネット』（Trois sonnets） C. du Locleの詩

## フランス語著作
- Notes de musiques, Charpentier, 1875.
- Notice sur Félicien David, Académie des Beaux-Arts, 17 November 1877.
- Berlioz, Revue des Revues, 1 January 1894.
- Quarante ans de musique (1857–1899), posthumous publication with preface and notes by Henriot, Calmann-Lévy, 1910, in-8°.